# Peter Kienast
Peter Kienast (* 30. März 1949 in Ellbögen; † 12. Dezember 1991)  war ein österreichischer Bob- und Skeletonpilot. In den 1980er Jahren gehörte er zu den besten Bobsportlern in Österreich. Er krönte 1990 seine Karriere mit dem Gewinn des Europameistertitels im Viererbob.

## Karriere
Kienast befasste sich zunächst neben seinem Studium der Elektrotechnik mit dem Skeletonsport und wurde 1978 Dritter bei den offenen Deutschen Skeletonmeisterschaften. 1979 wechselte er mit bereits 30 Jahren ins Boblager, hatte aber zunächst mit Fritz Sperling und Walter Delle Karth zwei erfahrene Bobpiloten vor sich. Kienast trat zunächst in sowohl im Zweier-als auch im Viererbob an, wobei er stets im Viererbob die besseren Ergebnisse zeigte. Ein erstes Achtungszeichen setzt er 1982 bei der Europameisterschaft, wo er mit seiner Crew im Viererbob den sechsten Platz belegte. Nach dem Rücktritt von Fritz Sperling nach der Saison 1982/83 gehörte Kienast nun zum Kreis der besten Bobsportler in Österreich und wurde auch für die Olympischen Spiele in Sarajevo nominiert. Diese verliefen letztlich für beide Bobs aus Österreich enttäuschend, Kienast belegte den 13. Platz im Zweierbob und den 11. Platz im Viererbob.
Nach Olympia konzentrierte sich Kienast fortan auf den Viererbob und konnte peu a peu mit besseren Ergebnissen aufwarten. In der Saison 1985/86 gelang ihm endgültig der Durchbruch in die Weltspitze. Nach einem zweiten Platz beim  Weltcup in Cortina gewann er bei der Bob-Europameisterschaft auf seiner Hausbahn in Igls bei namhafter Konkurrenz die Bronzemedaille im Viererbob. Dieser ersten internationalen Medaille folgte einen Monat später der Gewinn der Silbermedaille im Viererbob bei der Weltmeisterschaft in Königssee.
Die Folgesaison 1986/87 brachte neben einigen achtbaren Weltcupergebnissen einen fünften Platz bei der Weltmeisterschaft in St. Moritz. Bei der Europameisterschaft in Cervinia ging Kienast nicht an den Start, da ihm die Teilnahme nach mehreren Unfällen anderer Bobfahrer zu gefährlich erschien. Größter Saisonerfolg war letztlich der dritte Platz in der Weltcupwertung bei den großen Schlitten. Allerdings war nun Kienast mit Ingo Appelt ein neuer und recht erfolgreicher Konkurrent im eigenen Lager erwachsen.
In der Olympiasaison 1987/88 gehörten die zwei Österreicher Crews mit ihren Piloten Appelt und Kienast sogar zum Kreis der Medaillenanwärter für die olympischen Wettkämpfe im Viererbob, denn beide waren punktgleich Weltcupsieger im Viererbob geworden. In Calgary kam dann allerdings die Ernüchterung, Kienast belegte im Zweierbob den achten Platz, im Viererbob belegte er nach einem recht ordentlichen Wettkampf den sechsten Platz. Anschließend erwog der mittlerweile 38-jährige seinen Rücktritt vom Leistungssport. Allerdings konnte ihn der österreichische Bobverband angesichts fehlender Topleute zum  Weitermachen überreden.
Zwar stand Kienast immer mehr im Schatten des reichlich 10 Jahre jüngeren Appelts, aber seine Ergebnisse stimmten in der Saison 1988/89 weiterhin. Dem Viererbobspezialist gelang eine weitere Bronzemedaille bei der Europameisterschaft in Winterberg, bei der Ingo Appelt allerdings Europameister wurde, sowie ein dritter Platz in der Weltcupgesamtwertung. Damit gehörte der Tiroler, mittlerweile in der Tiroler Landesverwaltung tätig, weiterhin zur Weltspitze im Bobsport.
In der letzten  Saison machte Kienast sein Meisterstück. Bei der Europameisterschaft im heimischen Igls gewann er letztlich souverän vor seinem Rivalen Ingo Appelt seinen ersten und einzigen Europameistertitel. Vorausgegangen war diesem Erfolg eine Kooperation mit dem Schweizer Olympiasieger Ekkehard Fasser, der den Österreicher an seinem Material teilhaben ließ.
Nach seinem Rücktritt vom Leistungssport blieb der mittlerweile 40-jährige Kienast dem Bobsport weiterhin verbunden. Er gründete in Innsbruck eine Bobschule und nahm ab der Saison 90/91 ein Angebot des amerikanischen Bobverbandes an, als Nationaltrainer zu wirken. Dabei gelangen ihm gleich in der ersten Saison als Trainer erste Achtungserfolge. Beim Weltcup in Winterberg belegte das Duo Brian Shimer/Edwin Moses einen dritten Platz im Zweierbob. Bei der Weltmeisterschaft in Altenberg kam Brian Shimer mit Platz sieben sowohl im Zweier-, als auch im Viererbob auf Anhieb in die Top Ten.
Im Verlauf des Jahres 1991 erkrankte Kienast schwer an einem Krebsleiden, was ihm eine Fortführung der Trainertätigkeit unmöglich machte. Nachfolger von Kienast wurde der Doppelolympiasieger von 1976, Meinhard Nehmer. Kienast erlag dem Krebsleiden im Alter von 42 Jahren am 12. Dezember 1991.